# Čustva v oglaševanju
Čustva v oglaševanju nimajo tako pomembne zgodovine preučevanja poskusov razumevanja in definiranja kot čustva, a se z namenom večje učinkovitosti pri privabljanju potencialnih strank to vedno bolj preučuje. Čustva nasploh je potrebno obravnavati kot proces, ki se zgodi v določenem času in se razlikuje po intenzivnosti  
in valenci.  Kaže se kot zavestno vrednotenje notranjega stanja in sprememba v srčnem utripu, krvnem tlaku in v ravni adrenalina. Sposobnost čustev je, da lahko preusmerijo pozornost in povzročijo vzburjenje, ki se razlikuje od samega razpoloženja. 

## Vloga čustev v oglaševanju
Čustva igrajo pomembno vlogo pri procesu odločanja potrošnika , zaradi česar si trgovci prizadevajo ciljati prav na čustva potrošnikov. Oglasi s čustveno vsebino so se v današnji družbi že povsem ustalili (primeri svetovnih multinacionalk).
Oglaševanje ima sposobnost, da v spomin prikliče čustvene odzive, in je lahko privlačno za regulacijo čustvenih nagnjen potrošnikov. Glede na raziskavo Kemp, Bui in Chapa (2012 ) so pozitivni čustveni odzivi v oglasih pozitivno povezani z ugodnim odnosom do oglasa. Poleg tega so ugotovili, da pozitivno vrednotenje oglasa vpliva na povečanje vedenjskih namer potrošnika, obenem pa oglasi vplivajo na odnos do blagovne znamke, ki lahko takrat, kadar je ta zelo pozitiven, preraste v navezanost na blagovno znamko. 
Raziskave so pokazale, da čustva igrajo pomembno vlogo pri oblikovanju stališč in sodb o oglaševanju , kar je lahko pomemben mediator pri pojasnjevanju odnosa med kognitivnimi in vedenjskimi odzivi na oglasne dražljaje.  Vendar pa so lahko oglasi, prav tisti za hedonske izdelke, učinkoviti  na ta način, da privlačijo že obstoječa čustva potrošnikov in njihova nagnjenja za regulacijo čustev. Hedonski izdelki so proizvodi in storitve s subjektivno vsebino, ki sprožijo prijetne afektivne odzive.  Prodajalci hedonističnih izdelkov in storitev (npr. prizanesljiva hrana, luksuzni predmeti) v svoje oglase strateško vključujejo komunikacijo, ki cilja na občutljivost čustev. Regulacija čustev v potrošnji vključuje porabo ali nakup blaga in storitev z namenom lajšanja, popravljanja ali obvladovanja čustev v kratkem času.  Uporaba ‘čustvenega jezika’ (npr. Zaslužite si najboljše, V vsakem ugrizu se skriva sreča ipd.) ima pomembne vplive pri trženju hedonskih izdelkov in lahko pomaga pri učinkovitem načrtovanju in oblikovanju uspešnih tržno komunikacijskih programov. 

### Regulacija čustev
Je proces blaženja, intenziviranja ali pa preprosto vzdrževanja obstoječega čustva.  Z regulacijo čustev je povezana Fredricksonova teorija širjenja in kopičenja (angl. broaden and build), ki opisuje sposobnost pozitivnih čustev, da razveljavijo učinek negativnih.  Na ta način v oglaševanje vključujejo pozitivna čustva z namenom, da razveljavijo negativna. 

### Čustvena reakcija
Čustvena reakcija na oglaševanje lahko vpliva na odnos do oglasa, ta pa posledično lahko vpliva na vedenjske namere. 

### Razmišljanje pred odločitvijo
Posamezniki lahko aktivno razmišljajo o oceni posledic svojih dejanj.  Takšno razmišljanje nastane, ko posamezniki razmišljajo o navideznih alternativah v smislu posledic, ki jih imajo lahko določeni dogodki. Pojavi se pred sprejetjem odločitve.  Vključuje tudi hedonsko racionalizacijo.  To so misli, ki jih ljudje uporabljajo za utemeljevanje svojih potrošniških skušnjav in občutkov krivde. 

### Zmanjševanje občutka krivde
Občutek krivde se pojavi ob nakupu izdelka, ki ne zadošča standardom kakovosti ali pa ni predpisan po moralnih, etičnih in družbenih načelih.  Takšni občutki se pojavijo, ko negativna čustva manifestirajo ob uživanju dobrega (Lascu, 1991; Kivetz in Simonson, 2002 ). Lascu (1991 ) meni, da potrošniki pogosto čutijo krivdo ob tistih stvareh, ki jim dajejo največji užitek in po navadi niso nujno potrebni. Nekatera tržna prizadevanja za zmanjševanje občutka krivde so na primer pripovedovanja posameznikom, da krivda, ki jo občutijo ob nakupu izdelka ni vzrok trpljenja in, da mora veselje imeti prednost pred vestjo. Lascu (2002 ) predlaga, da je za zmanjševanje občutka krivde pri potrošnikih potrebno ustvarjati stanje “hedonizma brez krivde”. To vključuje potrošnikovo predvidenje uživanja ob izdelku, namesto občutka krivde pri porabi le tega.

## Seznanjenost z oglaševanjem
Seznanjenost z določenim oglasom je pomemben moderator pri preučevanju vloge čustvenih reakcij v procesu oglaševanja. Čeprav Pieters, Rosbergen in Wedel (1999 ) menijo, da se pozornost pri ponavljajoči izpostavljenosti nekemu oglasu zmanjšuje, je Mano (1996 ) mnenja, da predhodno viden oglas vodi do večje prijetnosti in manjšega dolgočasenja, v primerjavi s prvim gledanjem oglasa. To pomeni, da so čustvene reakcije pozitivno povezane z oglaševalskim spoznavanjem. 

## Model oglaševanja AIDA
Glede na najzgodnejši model oglaševanja AIDA (Strong, 1925 ), se čustvena reakcija pojavi po tem, ko so potrošniki vzbudili zanimanje za določen izdelek v oglasu. To spoznanje je privedlo do razširjenega pojmovanja, da se proces oglaševanja začne s pozornostjo (A = attention), sledi kognitivna predelava (I = interest), ki povzroči željo (D = desire), ki povzroči določeno vedenje (A = action). Čustvene reakcije vplivajo na nadaljnje kognitivne in vedenjske reakcije.

## Kontinuum čustev
Potrebno je razlikovati med dvema tipoma čustev, ki operirata na kontinuumu glede na to, koliko kognitivnega procesiranja zahtevata, preden se čustvo sestavi. Na levem koncu kontinuuma so čustva, ki se pojavljajo samodejno – čustva “nižjega reda”.  To so spontane in nekontrolirane čustvene reakcije.  Vključujejo predvsem občutke užitka in reakcije vzburjenja, ki ne zahtevajo kognitivne oznake za specifično čustvo. Na primer oglasi, ki nezavedno izzovejo užitek ali reakcijo vzburjenja, bodo prejeli več pozornosti. Ko je pozornost izzvana s pozitivnimi čustvenimi reakcijami, ta vodi do nadaljnjega osredotočanja in spoznavanja prednosti o oglaševani blagovni znamki in mogoče celo do sprejema oglasnega sporočila.  Vendar pa v primeru nizko vključenih izdelkov (npr. prigrizki) lahko pozornost skupaj z užitkom privede do takojšnjega sprejetja sporočila, brez posebnega spoznavanja izdelka. Po mnenju nekaterih avtorjev  je proces predelave oglaševanja nezaveden.
Na desnem koncu konitnuuma pa so čustva, ki so odvisna od globljega kognitivnega procesa, in se imenujejo čustva “višjega reda”.  Ta so bolj zapletena od čustev nižjega reda s tega vidika, ker morajo biti zavestno označena kot specifična. Nekatera osnovna čustva, kot so strah, jeza in sreča, se nahajajo nekje na sredini med čustvi nižjega in čustvi višjega reda. 

## Instrumenti za merjenje čustvenih reakcij na oglase

### Avtonomne meritve
Avtonomne meritve se, nasprotno od samoocen, osredotočajo na ponavljajoče čustvene reakcije, ki niso izkrivljene zaradi višjih kognitivnih procesov. 
Čustva spremljajo telesne reakcije, ki so delno izven nadzora posameznika. Te avtonomne reakcije vključujejo obrazne izraze (npr. smeh, namrščenost) in fiziološke reakcije (npr. potenje) s spremembami v avtonomnem živčnem sistemu. 

### Metoda samoocenjevanja
Samoocene so se skozi leta v veliki meri uporabljale za merjenje čustvenih reakcij v oglaševanju. Ta metoda se osredotoča na introspektivna razmišljanja o čustvih na dražljaj v oglasu. Samooceni se pridruži subjektivni občutek, ki ga je mogoče opredeliti kot zavestna izkušnja posameznikovega občutja.  Znotraj samoocenjevanja ločimo še tri metode: verbalna samoocena, vidna samoocena in sprotno ocenjevanje. 

#### Verbalna samoocena
Pri verbalni samooceni morajo posamezniki verbalno izraziti svoja čustva s pomočjo odprtih vprašanj, ali pa jih oceniti s pomočjo baterije čustvenih izrazov s pomočjo semantičnega diferenciala ali Likertove lestvice. Verbalna oblika samoocene ima več prednosti – je preprosta, poceni in hiter način pridobivanja ustreznih informacij. Vendar pa ostaja veliko vprašanje o veljavnosti in zanesljivosti te metode. Po navadi je seznam čustvenih pridevnikov zelo dolg, kar povzroča težave in utrujenost ocenjevalcev. Poleg tega so lahko anketiranci nezmožni priklicati svoja dejanska čustva ali pa so nagnjeni k dajanju socialno zaželenih odgovorov. 

#### Vidna samoocena
Pri vidni oceni se ocenjevalci ne upirajo na besedne ocene, ampak na različne narisane stripe in figure, ki predstavljajo različna čustvena stanja. Izbrati morajo tisto figuro, ki je po njihovem mnenju najbliže občutkom, ki jih doživljajo ob oglasu.

#### Sprotno ocenjevanje (angl. moment – to – moment)
Pri tej metodi morajo ocenjevalci oceniti oglaševalski dražljaj glede na moč zaznane čustvene razsežnosti ali določenega čustva glede na (nevtralno) referenčno točko. Najpogosteje uporabljen instrument pri tej metodi je “toplotni monitor”.   Ta metoda zahteva od ocenjevalca, da premakne svinčnik od leve proti desni in na ta način pokaže, kje na toplotnem kontinuumu se nahajajo njegova čustva v danem trenutku. 

### Priklic
Priklic je eden izmed številnih metod, ki se uporabljajo pri testiranju učinkovitosti oglaševanja. Čeprav obstaja soglasje o potrebnem čustvenem odzivu pri učinkovitem oglaševanju, se porajajo vprašanja o tem, kako točno vplivajo čustva na celoten proces oglaševanja in tudi o tem, kako se pri tem čustveni odziv sploh lahko izmeri ali oceni. Da bi lahko razumeli, kako čustva delujejo v oglaševanju in kako so povezana s priklicem v testiranju oglaševanja, je razumevanje spomina še kako uporabno. Spomin pomembno vpliva na vedenje potrošnikov in razlaga tudi vpliv oglaševanja. Potrošniki se za nakup določene blagovne znamke ne odločijo v času izpostavljenosti oglasu, temveč na odločitev vpliva spomin, ki ga imajo o oglasnih sporočilih. Pomembno dejstvo priklica je, da meri nekatere vidike spomina pri oglaševanju. Pri tem je pomembno, kakšna je dolžina in moč pozornosti na določen dražljaj. Daljša in močnejša je pozornost, tem močnejši so sledovi spomina. Nevrologi menijo, da proces pozornosti večinoma poteka izven zavesti, in da so čustva pomembnejša vodila pozornosti kot pa kognitivni in razumski dejavniki.  Zdi se, da so nekateri prvotni čustveni odzivi pomembni pri odločitvi o zavestnem osredotočenju na dražljaje. 

### Klasična merjenja učinka oglaševanja
Vključujejo odnos do oglasa (Aad), odnos do blagovne znamke (Abr), kupne namene (PI), spomin (priklic oglasa, priklic blagovne znamke in priznavanje) in tržno učinkovitost. 

#### Odnos do oglasa (Aad)
Čustvene reakcije imajo neposreden vpliv na odnos do oglasa. Ta je bil ugotovljen tako pri verbalnem  kot pri vidnem načinu merjenja.  Večji vpliv na odnos do oglasa je imelo zadovoljstvo kot pa odziv vzburjenja. 

#### Odnos do blagovne znamke (Abr)
Glede na verbalno samooceno imajo čustvene reakcije posreden vpliv na odnos do blagovne znamke   in ga determinirajo skupaj z odnosom do oglasa.  Vidna samoocena pa je pokazala neposreden vpliv čustev na odnos do blagovne znamke. 

#### Kupni namen (PI)
Batra in Ray (1986 ) sta pokazala posreden vpliv čustev na namen nakupa. Po drugi strani pa so Morris, Woo, Geason in Kim (2002 ) dokazali neposreden vpliv čustvenih reakcij na namen nakupa, pri čemer je bil ta odnos močnejši kot pa vpliv kognitivnih dejavnikov (npr. prepričanja in znanja).
Ugotovili so, da je učinek čustvenih reakcij in odnosa do oglasa ter blagovne znamke močnejši  za neznane kot pa poznane blagovne znamke.  Te ugotovitve pa se skladajo s poročili o tem, da je odnos do blagovne znamke že osnovan v glavah potrošnikov in zato odnos do oglasa nima več tako močnega vpliva. 